# Treignat

Treignat este o comună în departamentul Allier din centrul Franței. În 1 ianuarie 2022 avea o populație de 416 de locuitori.